# Верба
Верба́ (Salix L.) — рід дерев, кущів або напівкущів родини вербових (Salicaceae). Деякі види рослин з роду верба мають і деревну, і кущову форми.

## Загальний опис
Деревні види мають товсті, нерівні стовбури, вкриті грубою тріщинуватою корою. Крони широкі, шатроподібні, у деяких видів майже пірамідальні.
Пагони видовжені та вкорочені, кора на них гладенька чи зморшкувата. Бруньки поодинокі, вкриті однією лусочкою у вигляді ковпачка.
Листки черешкові, почергові. Листкові пластинки цілісні, інколи лопатеві; від лінійних до майже округлих, цілокраї або пилчасто-зазубрені. Листки з більш-менш розвиненими прилистками, які інколи швидко обпадають.
Верби — дводомні рослини. Квітки одностатеві, зібрані в сережки. Зацвітають до розпускання листків, одночасно з ними або коли вже листя повністю розпустилося. Кожна квітка сидить у пазусі цілокрайної, дещо волосистої приквіткової лусочки. Оцвітина невеличка і представлена одним-двома нектарниками. Жіночі квітки мають одну маточку, зав'язь сидяча або на довгій (довшій за нектарник) чи короткій ніжці (коротшій за нектарник); стовпчик один, коротший або довший від зав'язі, приймочок дві, звичайно дволопатевих або двороздільних. Чоловічі квітки мають 2, рідко 1-3 або 5-12 тичинок, вільні або зрослі в основі.
Плід одногнізда коробочка, насінина волосиста. Верби поширені по всій Україні, крім високогір'я Карпат і Криму.

## Практичне використання
Рослини роду Верба — танідоносні, деревинні, плетивні, волокнисті, фарбувальні, медоносні, лікарські, декоративні, фітомеліоративні та кормові рослини.

#### Бджільництво

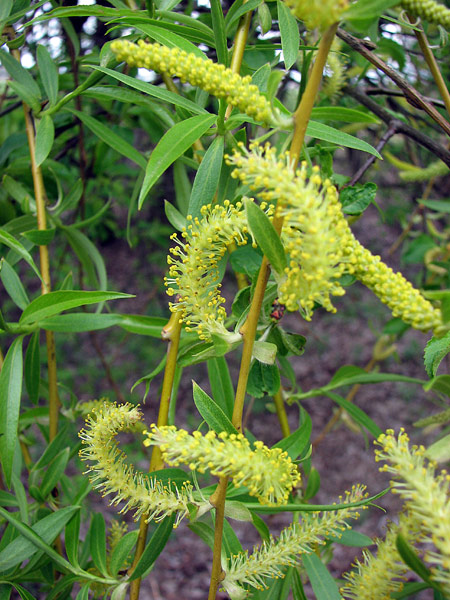
Цвіт верби

Верби мають велику цінність для бджільництва, бо зацвітають рано навесні, коли бджоли починають вилітати з вуликів, а інших квітучих рослин ще нема. Верби дають нектар і пилок, які сприяють росту бджолиного розплоду і, отже, зміцненню сили бджолиної сім'ї. Верби цінні ще й тим, що різні види цвітуть неодночасно і період цвітіння їх розтягується на тривалий період. Особливу цінність для бджільництва становлять верби козяча, вушката, попеляста й біла. Верби ламка, прутовидна, пурпурова і тритичинкова теж гарні весняні медоноси і пилконоси, але мають менше значення, ніж попередні види. Особливої уваги заслуговує верба козяча. Бджоли збирають з неї нектар, пилок, клей. За період цвітіння (шість днів) кожна бджолина сім'я може зібрати з неї до 13,5 кг меду. Медопродуктивність її до 150 кг на 1 га. Вона цінна ще й тим, що створює взяток щороку.
Звичайну вербу білу бджоли відвідують інтенсивно (медопродуктивність до 100 кг з 1 га), а плакучу зовсім не відвідують. З верби білої сильні сім'ї збирають 10—15 кг меду. За даними Української дослідної станції бджільництва, щоб отримати товарний мед з верб, необхідно мати сильні бджолині сім'ї, нарощуючи їх з літа попереднього року, а також великі запаси кормів у вуликах.
На вербах виділяють падь різні види попелиць і афрофора вербова. Бджоли збирають у хмарну погоду до 2 кг падевого меду в день.
У народній медицині використовують кору верби білої, ламкої, козячої, попелястої і тритичинкової як протигарячковий, в'яжучий, жарознижувальний, потогінний і протиревматичний засіб, для лікування ран, наривів, від випадання волосся, для полоскання у разі запалення слизових оболонок, як знезаражувальний засіб тощо.
Білу, козячу, ламку та попелясту верби використовують для озеленення, а от білу і ламку ще й як фітомеліоративні породи для залісення берегів водойм і річок.

### Кормове значення
Усі види верби мають певну цінність як корм для тварин. Листки та молоді пагони більшості її видів добре поїдає дрібна рогата худоба, особливо кози. Велика рогата худоба також добре або задовільно поїдає гілки і листя верб. Вважають, що саліцин, який міститься в листках і корі, діє сприятливо на здоров'я тварин. Листки верби містять протеїн (20—29 %), клітковину (7—25 %), жир (2,6—8,5 %).

### Таніди
Всі види верб — добрі танідоносні рослини. Вміст танідів у корі верби коливається від 5 до 15 %. Кора верб попелястої, козячої, тритичинкової, білої, ламкої, вушкатої, прутовидної є одним із джерел одержання найкращого дубильного екстракту, який слугує стандартом для оцінки дубильних екстрактів світового ринку.
Особливо цінною танідоносною рослиною є верба козяча. Слід відзначити також вербу попелясту; її запашна кора йде на дублення дрібних шкур для рукавичок, сап'яну тощо, причому шкіра набуває запаху кори.

### Деревина
Деякі види верб дають непогану деревину. У верби білої вона м'яка, легка, в'язка, гнучка, проте малостійка і невисокої міцності. Деревину верби білої використовують у будівництві, для виготовлення човнів, ночов, дуг, лопат, гілки йдуть на плетіння тинів, огорож. Властивості деревини верби ламкої та її застосування такі самі, як верби білої.

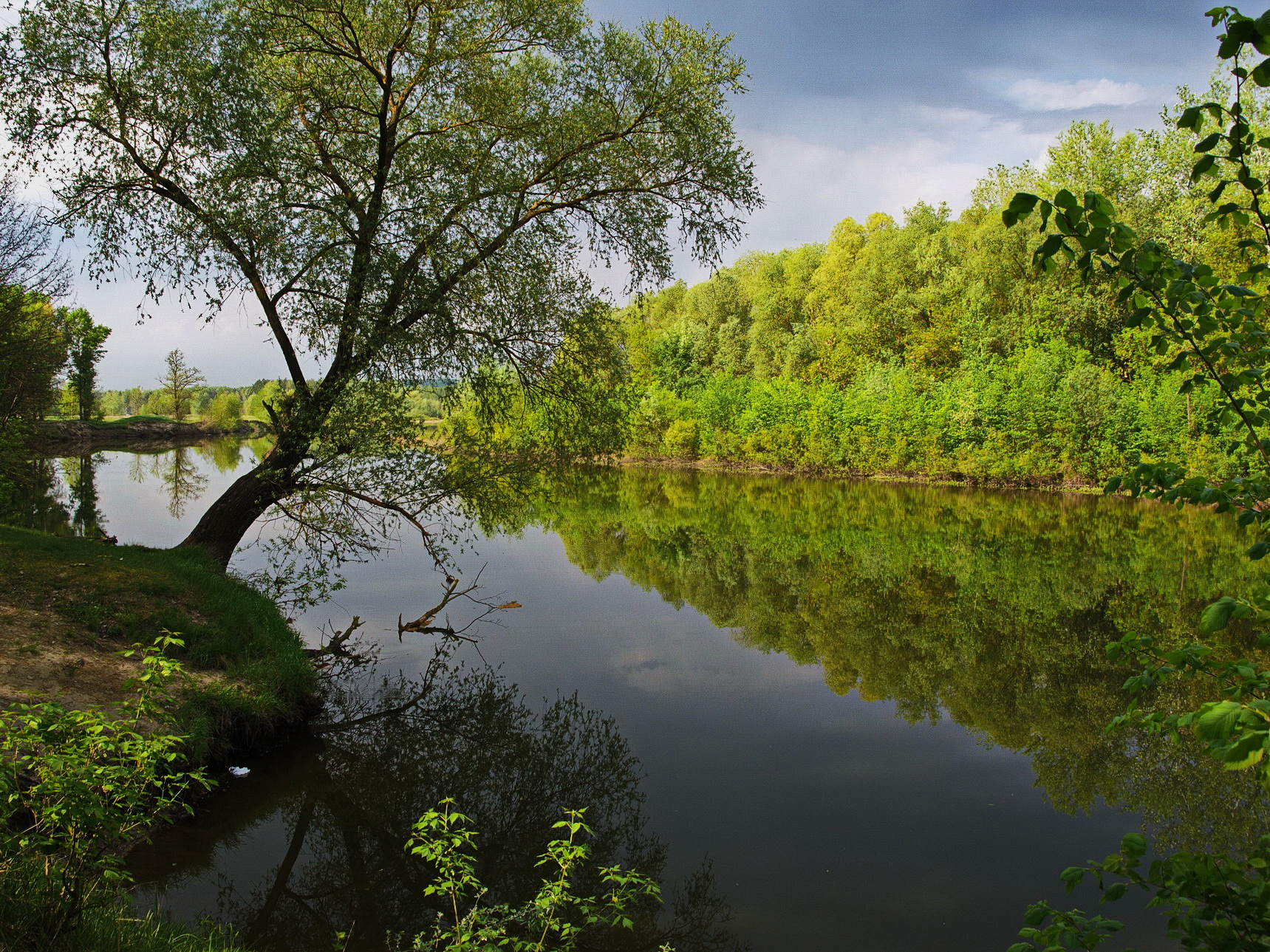
Верба́ (Salix L.) в травні на р. Псел

Деревина усіх видів верб, кора яких іде на виготовлення дубильних екстрактів, може бути використана для целюлозно-паперової промисловості. Найціннішу деревину як сировину для целюлозно-паперової промисловості мають верби біла й козяча.

### Плетиво
Деякі види верб дають високоякісний матеріал для тонкого плетива. Найкращими з них є верби прутовидна, пурпурова і тритичинкова.
Верба прутовидна — одна з найкращих верб, які використовують для плетіння тонких виробів, для вистругування стрічок. Її прут добре колеться. Недоліком прута є здатність утворювати тріщини за тривалого зберігання. В'язкість прута дуже висока.
Прут з верби тритичинкової тонкий, гнучкий, щільний, в'язкий, білого кольору, широко використовують у необкорованому вигляді для виготовлення рибальських снастей, а в обкорованому — кошиків.
Верба пурпурова має тонкі, гнучкі, прямі, гладенькі й блискучі прути. Використовується для тонкого плетива у нерозщепленому вигляді. Очищений після варіння прут швидко темніє і набуває кольору непофарбованої шкіри, він добре піддається фарбуванню в різні кольори, добре лакується і навіть полірується.

### Волокно
З кори одержують волокно, придатне для виготовлення мотузок і мішковини. Кора, знята з однорічних пагонів верби попелястої та тритичинкової, є гарним підв'язувальним матеріалом під час окулірування, бо стрічки з неї широкі, еластичні, добре облягають ранки, водночас не в'їдаються у стовбур підщепи. Перед використанням їх зволожують. З кори верби білої роблять канати.

### Фарба
З кори верби білої одержують червонувато-коричневу фарбу, верби козячої — чорну, коричневу, жовту та червону фарби, а з листків тритичинкової — жовту фарбу для тканин.

## Збирання, переробка та зберігання
Заготовляють кору для отримання дубильних екстрактів, починаючи з осені, а з верби тритичинкової — з перших чисел серпня, коли в корі міститься найбільше танідів. Заготовляють її і взимку. Для одержання кори 2—6-річні дерева й гілки верби зрізують і засипають землею. Навесні кладуть їх у воду, після чого кора легко знімається. Зібрану кору висушують під навісами або в приміщеннях з гарною вентиляцією. З внутрішнього боку кора не повинна мати деревини. Відносна вологість кори понад 16 %, вміст танідів — не менше 7 %. У період з 1 жовтня по 1 травня допускається постачання її з відносною вологістю не більше 22 %. Вона не повинна мати гнилі, червоточин і глибокої цвілі. Суха поверхнева цвіль, що легко зчищається, допускається. Зовнішній бік кори повинен бути гладеньким, поздовжньо-жолобчастим або шорстким, сірого, сірувато-зеленою і бурого кольору, а внутрішній бік — гладенький, чистий, без залишків деревини, ясно-солом'яного, ясно-рожевого, ясно-коричневого кольору.
Облік сировини ведеться в тоннах, перерахованих на вагу при відносній вологості кори 16 %.
Для лікарських цілей кору верби збирають рано навесні до цвітіння і розпускання листків, коли вона добре знімається. На молодих гілках через 25—30 см роблять кільцеподібні надрізи кори, які з'єднують одним-двома поздовжніми надрізами; при цьому трубочки чи напівтрубочки кори легко знімаються. Після зняття кору негайно сушать на папері або тканині, розклавши в один шар, не вкладаючи трубочку в трубочку. Сушать під навісом чи на горищі під залізним дахом з гарною вентиляцією. Добре висушена кора повинна ламатися з тріском, а не гнутися. В зібраному матеріалі не повинно бути ніяких домішок.
Для виробництва плетених меблів використовують вербові прути, очищені від кори, з діаметром у прикореневому зрізі до 10 мм, а також очищені від кори круглі палиці діаметром у прикореневому зрізі від 11 до 40 мм.
Для виробництва плетених виробів: кошиків (господарських, для квітів, для фруктів), для речей домашнього вжитку, жіночих сумочок використовують очищені від кори вербові прути діаметром у прикореневому зрізі до 20 мм. Заготівлю провадять в осінньо-зимовий період. Для виробів використовують однорічний прут, який повинен бути прямим, гнучким, без сучків і пошкоджень.
Щоб зняти кору, розсортовані прутики зв'язують у пучки і ставлять у басейн з водою, щоб викликати сокорух, при якому кора легко знімається. В спеціальних майстернях перед зняттям кори прути варять у казанах або пропускають через гарячу водяну пару.
Варений прут з часом набуває рожевувато-коричневого забарвлення від дубильних і барвних речовин, що містяться в корі. Відбілюють його парою сірчаної кислоти або хлором, Абсолютна вологість вербової сировини для плетених виробів не повинна перевищувати 14 ± 2 %, а абсолютна вологість вербових прутів і палиць у готових плетених меблях не повинна перевищувати 18 %.

## Верба в українській народній символіці
Верба — один з українських народних символів. Оспівана в художніх творах, народних піснях, казках.

## Основні види
Рід Salix становить близько 400 видів листяних дерев і чагарників, з них в Україні відомо 26 видів:
- Salix acutifolia Willd.
- Salix aegyptiaca L.
- Salix alaxensis (Andersson) Coville
- Salix alba L.
- Salix amplexicaulis Bory & Chaub.
- Salix amygdaloides Andersson
- Salix ansoniana J. Forbes
- Salix apennina A. K. Skvortsov
- Salix apoda Trautv.
- Salix appendiculata Vill.
- Salix arbuscula L.
- Salix arctica Pall.
- Salix argyracea E. L. Wolf
- Salix arizonica Dorn
- Salix armenorossica A. K. Skvortsov
- Salix atrocinerea Brot.
- Salix aurita L.
- Salix babylonica L.
- Salix balfouriana C. K. Schneid.
- Salix barclayi Andersson
- Salix bebbiana Sarg.
- Salix bicolor Willd.
- Salix bikouensis Y. L. Chou
- Salix bonplandiana Kunth
- Salix boothii Dorn
- Salix brachycarpa Nutt.
- Salix breviserrata Flod.
- Salix breweri Bebb
- Salix burqinensis Chang Y. Yang
- Salix caesia Vill.
- Salix calcicola Fern. & Wieg.
- Salix calliantha J.Kern.
- Salix canariensis Chr. Sm.
- Salix candida Flüggé ex Willd.
- Salix cantabrica Rech. f.
- Salix capensis Thunb.
- Salix capitata Y. L. Chou & Skvortsov
- Salix caprea L. — верба козяча
- Salix capusii Franch.
- Salix carmanica Bornm.
- Salix caroliniana Michx.
- Salix caspica Pall.
- Salix cavaleriei H. Lév.
- Salix chaenomeloides Kimura
- Salix cinerea L.
- Salix cordata Michx.
- Salix delnortensis C.K.Schneid.
- Salix discolor Muhl.
- Salix drummondiana Barratt ex Hook.
- Salix eastwoodiae Cockerell ex A.Heller
- Salix eriocephala Michx.
- Salix excelsa S. G. Gmel.
- Salix exigua Nutt.
- Salix fargesii Burkill
- Salix floderusii Nakai
- Salix fluviatilis Nutt.
- Salix foetida Schleich. ex DC.
- Salix fragilis L. — Crack Willow
- Salix geyeriana Andersson
- Salix gilgiana Seemen
- Salix glabra Scop.
- Salix glauca L.
- Salix glaucosericea Flod.
- Salix gooddingii C. R. Ball
- Salix gordejevii Y. L. Chang & Skvortsov
- Salix graciliglans Nakai
- Salix gracilistyla Miq.
- Salix hastata L.
- Salix hegetschweileri Heer
- Salix helvetica Vill.
- Salix herbacea L.
- Salix hookeriana Barratt ex Hook.
- Salix humboldtiana Willd.
- Salix humilis Marshall
- Salix hylematica C. K. Schneid.
- Salix integra Thunb.
- Salix irrorata Andersson
- Salix japonica Thunb.
- Salix jejuna Fernald
- Salix jepsonii C.K.Schneid.
- Salix jessoensis Seemen
- Salix koreensis Andersson
- Salix koriyanagi Kimura ex Goerz
- Salix laevigata Bebb
- Salix lanata L.
- Salix lapponum L.
- Salix lasiolepis Benth.
- Salix lemmonii Bebb
- Salix ligulifolia C.R.Ball
- Salix linearistipularis (Franch.) K. S. Hao
- Salix longiflora Andersson
- Salix longistamina Z. Wang & P. Y. Fu
- Salix lucida Muhl.
- Salix lutea Nutt.
- Salix magnifica Hemsl.
- Salix matsudana Koidz.
- Salix maximowiczii Kom.
- Salix medwedewii Dode
- Salix melanopsis Nutt.
- Salix microstachya Turcz.
- Salix mielichhoferi Saut.
- Salix miyabeana Seemen
- Salix moupinensis Franch.
- Salix mucronata
- Salix muscina Dode ex Flod.
- Salix myricoides Muhl.
- Salix myrsinifolia Salisb.
- Salix myrsinites L.
- Salix myrtilloides L.
- Salix neowilsonii W. P. Fang
- Salix nigra Marshall
- Salix nivalis Hook.
- Salix orestera C.K.Schneid.
- Salix paraplesia C. K. Schneid.
- Salix pauciflora Koidz.
- Salix pedicellata Desf.
- Salix pellita Andersson
- Salix pentandra L.
- Salix petiolaris Sm.
- Salix phlebophylla Andersson
- Salix phylicifolia L.
- Salix planifolia Pursh.
- Salix polaris Wahlenb.
- Salix prolixa Andersson
- Salix purpurea L.
- Salix pyrenaica Gouan
- Salix pyrifolia Andersson
- Salix pyrolifolia Ledeb.
- Salix rehderiana C. K. Schneid.
- Salix repens L.
- Salix reptans Rupr.
- Salix reticulata L.
- Salix retusa L.
- Salix retusoides J.Kern.
- Salix rorida Lacksch.
- Salix rosmarinifolia L.
- Salix sajanensis Nasarow
- Salix salviifolia Brot.
- Salix schwerinii E. L. Wolf
- Salix scouleriana Barratt ex Hook.
- Salix sericea Marshall
- Salix serissima (L. H. Bailey) Fernald
- Salix serpyllifolia Scop.
- Salix sessilifolia Nutt.
- Salix sitchensis C. A. Sanson ex Bong.
- Salix siuzevii Seemen
- Salix starkeana Willd.
- Salix subopposita Miq.
- Salix subserrata Willd.
- Salix suchowensis W. C. Cheng
- Salix sungkianica Y. L. Chou & Skvortsov
- Salix taxifolia Kunth
- Salix tenuijulis Ledeb.
- Salix tetrasperma Roxb.
- Salix triandra L.
- Salix turanica Nasarow
- Salix turfacea G. Haller ex Münchh.
- Salix udensis Trautv. & C. A. Mey.
- Salix uva-ursi Pursh.
- Salix variegata Franch.
- Salix vestita Pursh.
- Salix viminalis L.
- Salix vulpina Andersson
- Salix waldsteiniana Willd.
- Salix wallichiana Andersson
- Salix wilhelmsiana M. Bieb.
- Salix wilsonii Seemen
- Salix yezoalpina Koidz.

## Використання верби
Від звичаю вживати у Вербну неділю вайї (гілки фінікової пальми) воно називається Неділею «вайї». Вайї у нас замінюються вербами, бо верба раніше за інші дерева дає бруньки. До того ж, це дерево згадується в Святому Письмі[де саме?].
Вербі здавна приписували магічні властивості — захист від злих духів і всіляких бід; нею лікували головний біль, пропасницю, ревматизм, шлункові захворювання тощо. Сенс поклоніння вербі полягає в тому, що здорове квітуче дерево повинно ніби передати здоров'я, силу та красу людині або тварині. Звичай цей існував у різних народів світу. Виконувався він, як правило, весною, коли дерева наливаються соками, розквітають і, самі набираючись життєвої сили, за повір'ям, могли передати її іншим.
Свячена верба користується великою пошаною серед нашого народу. «Гріх ногами топтати свячену вербу», а тому навіть найдрібніше гілля, якщо воно залишилося після освячення, палили на вогні, щоб, боронь Боже, під ноги не потрапило.
Свяченій вербі приписується магічна сила. Як вперше навесні виганяють худобу на пасовисько, то конче свяченою вербою — «щоб нечисть не чіплялася до тварин». Більше того, викидають гілля свяченої верби надвір під час граду — «щоб град зупинився». Верба має велике значення в народній медицині. Коли хворіють люди або тварини, то знахарі варять свячену вербу разом з цілющими травами і напувають тим варивом хвору людину чи тварину — у повній надії, що «поможе». Виваром свяченої верби мочать голову і цим лікуються від болю голови. Лікуються свяченою вербою і від пропасниці та ревматизму, збивають нею гарячку.
Товчене листя з верби кладуть на рани, а горшку, настояну на її листі, п'ють проти шлункових захворювань. Верба має неабияке значення і в науковій медицині Ось як пише про це Юрій Липа в книзі «Ліки під ногами»: «Кора верби в легких напарах придається в ревматичних хворобах суглобів і болях м'язів. Найліпше пити її в мішанці, і то впродовж багатьох тижнів. Відвари з кори давати треба в гарячкових станах і пропасниці, зв'язаних з побільшеною нервовістю. Головний складень світової слави ліку на нерви „Пасифлорин“, побіч пасифлори — це кора білої верби».
Поруч такої пошани до верби і віри в її лікувальну силу дивно звучить народна леґенда про козячу вербу — один з видів верби. Легенда каже, що козяча верба проклята Богом за те, що з неї робилися цвяхи для хреста, на якому розп'яли Спасителя: «за це її черви точать». Крім того, за народним віруванням, у сухій вербі сидить чорт; звідси й прислів'я: «Закохався, як чорт у суху вербу!». Козяча верба часто зустрічається в Україні, особливо в лісах і на левадах. Її характеризують коротке і широке листя, а також грубі «базоки» або «котики».